# Agama wachirae
Agama wachirae — вид ящірок з родини агамових (Agamidae). Описаний у 2021 році.

## Поширення
Ендемік Кенії. Поширений в окрузі Марсабіт на півночі країни. Мешкає у посушливій скелястій місцевості.

## Опис
Тіло завдовжки 8,3 см (без хвоста). Самці мають помаранчеву-жовту голову, хребетну смужку, синювате забарвлення тіла та кільчастий біло-блакитний хвіст. Самиці демонструють низку правильних пар темних плям уздовж хребта. Крім того, вони мають пару видовжених помаранчевих або жовтих міток на плечах і ще одну на спинно-бічних краях живота.